# Algebra Clifforda
Algebra Clifforda formy kwadratowej {\displaystyle Q\colon V\to K} to para {\displaystyle (C,j),} gdzie {\displaystyle C} jest algebrą nad {\displaystyle K,} a {\displaystyle j\colon V\to C} przekształceniem liniowym, taka że (dla każdego {\displaystyle v\in V})
{\displaystyle (j(v))^{2}=Q(v)e_{0},}
gdzie {\displaystyle e_{0}\in C} jest elementem neutralnym mnożenia w {\displaystyle C.} Oznacza się ją {\displaystyle C\ell (V,Q).}
Algebra Clifforda stanowi uogólnienie liczb zespolonych, kwaternionów i wielu innych podobnych konstrukcji algebraicznych.

## Definicja
Algebra Clifforda formy kwadratowej {\displaystyle Q\colon V\to K} to para {\displaystyle (C,j),} gdzie {\displaystyle C} jest algebrą nad {\displaystyle K,} a {\displaystyle j\colon V\to C} przekształceniem liniowym, taka że (dla każdego {\displaystyle v\in V})
{\displaystyle (j(v))^{2}=Q(v)e_{0},}
gdzie {\displaystyle e_{0}\in C} jest elementem neutralnym mnożenia w {\displaystyle C,} przy czym spełniona jest następująca własność uniwersalności: dla każdej algebry {\displaystyle A} nad ciałem {\displaystyle K} i dla każdego przekształcenia liniowego {\displaystyle i\colon V\to A,} które spełnia równanie
{\displaystyle (i(v))^{2}=Q(v)e_{0}'}
(dla każdego {\displaystyle v\in V}) istnieje dokładnie jeden homomorfizm algebr {\displaystyle h\colon C\to A,} taki że {\displaystyle i=h\circ j,} tzn. taki, że poniższy diagram
jest przemienny.

## Baza i wymiar
Jeżeli przestrzeń liniowa {\displaystyle V} jest skończenie wymiarowa z wymiarem równym {\displaystyle n} z bazą {\displaystyle (e_{i})} to bazę algebry Clifforda {\displaystyle C\ell (V,Q)} stanowią {\displaystyle e_{0}} oraz iloczyny ({\displaystyle j(v)} oznaczamy przez {\displaystyle v})
{\displaystyle e_{i_{1}}\ldots e_{i_{k}}}
gdzie {\displaystyle 1\leqslant i_{1}<\ldots <i_{k}\leqslant n,\ 1\leqslant k\leqslant n} .
Wynika z tego, że wymiar algebry Clifforda wynosi
{\displaystyle {\binom {n}{0}}+{\binom {n}{1}}+\ldots +{\binom {n}{n}}=2^{n}.}

## Konstrukcja algebry Clifforda
Definicja algebry Clifforda jest abstrakcyjna i niekonstruktywna, jednakże algebra Clifforda dowolnej formy kwadratowej {\displaystyle Q\colon V\to K} może zostać skonstruowana w następujący sposób . Niech {\displaystyle \otimes V:=\bigoplus _{k=0}^{\infty }V^{\otimes k}} będzie algebrą tensorową. {\displaystyle V^{\otimes k}:=V\otimes \ldots \otimes V} oznacza tutaj {\displaystyle k}-krotny iloczyn tensorowy {\displaystyle V} {\displaystyle (V^{\otimes 0}:=K).} W {\displaystyle \otimes V} wybieramy ideał {\displaystyle I} generowany przez tensory postaci {\displaystyle v\otimes v-Q(v)e_{0}.} Algebrę {\displaystyle C} definiujemy jako iloraz
{\displaystyle C:=\otimes V/I.}
{\displaystyle C} wraz z naturalnym włożeniem {\displaystyle j\colon V\to C} danym wzorem
{\displaystyle j(v):=v+I}
jest algebrą Clifforda {\displaystyle C\ell (V,Q).}

## Przykłady
(1) Liczby zespolone tworzą trywialną algebrę Clifforda {\displaystyle C\ell _{0,1}(\mathbb {R} ).} Mogą zostać skonstruowane w następujący sposób. Niech {\displaystyle V=\mathbb {R} .} Połóżmy {\displaystyle C:=\mathbb {R} ^{2}.} Oznaczamy {\displaystyle i:=(0,1)} i kładziemy {\displaystyle i^{2}=-1.} Przekształcenie liniowe {\displaystyle j\colon V\to C} jest dane wzorem
{\displaystyle j(x)=(0,x)=xi.}
Mamy
{\displaystyle (j(v))^{2}=(vi)^{2}=-v^{2},}
a zatem forma {\displaystyle Q\colon V\to \mathbb {R} } jest dana wzorem
{\displaystyle Q(x)=-x^{2}.}
(2) Kwaterniony są algebrą Clifforda {\displaystyle C\ell _{0,2}(\mathbb {R} ).} Mogą zostać skonstruowane w następujący sposób. Niech {\displaystyle V=\mathbb {R} ^{2}.} Połóżmy {\displaystyle C:=\mathbb {R} ^{4}.}
Oznaczmy {\displaystyle i:=(0,1,0,0),\quad j:=(0,0,1,0),\quad k:=(0,0,0,1)} i połóżmy
{\displaystyle i^{2}=j^{2}=k^{2}=ijk=-1.}
Te związki pozwalają już znaleźć iloczyn każdych dwóch wektorów z {\displaystyle C.}
Przekształcenie liniowe {\displaystyle j\colon V\to C} jest dane wzorem
{\displaystyle j(x,y)=(0,x,y,0)=xi+yj.}
Mamy
{\displaystyle (j(v))^{2}=(j(x,y))^{2}=(xi+yj)^{2}=x^{2}i^{2}+y^{2}j^{2}+xyij+xyji=-x^{2}-y^{2}.}
Forma kwadratowa {\displaystyle Q\colon V\to \mathbb {R} } jest zatem dana wzorem
{\displaystyle Q(x,y)=-x^{2}-y^{2}.}
(3) Rozpatrzmy {\displaystyle 2}-wymiarową podprzestrzeń {\displaystyle \mathrm {Mat} _{2\times 2}(\mathbb {R} )} złożoną z macierzy postaci {\displaystyle {\begin{pmatrix}a&b\\b&-a\end{pmatrix}}.} Nazwijmy ją {\displaystyle V.} Jej bazę stanowią macierze {\displaystyle e_{1}:={\begin{pmatrix}1&0\\0&-1\end{pmatrix}}} i {\displaystyle e_{2}:={\begin{pmatrix}0&1\\1&0\end{pmatrix}}.} Mamy
{\displaystyle e_{3}:={\begin{pmatrix}1&0\\0&-1\end{pmatrix}}{\begin{pmatrix}0&1\\1&0\end{pmatrix}}={\begin{pmatrix}0&1\\-1&0\end{pmatrix}}.}
Za {\displaystyle C} przyjmujemy algebrę rozpiętą przez {\displaystyle e_{1},e_{2},e_{3}} i macierz jednostkową {\displaystyle e_{0}=\mathrm {1} } ze zwykłym mnożeniem macierzowym. Mamy
{\displaystyle {\begin{pmatrix}a&b\\b&-a\end{pmatrix}}{\begin{pmatrix}a&b\\b&-a\end{pmatrix}}=(a^{2}+b^{2}){\begin{pmatrix}1&0\\0&1\end{pmatrix}},}
a zatem {\displaystyle C} wraz z {\displaystyle j:=\mathrm {id} _{V},} jest algebrą Clifforda formy kwadratowej {\displaystyle Q\colon V\to \mathbb {R} } danej wzorem
{\displaystyle Q(v)=Q\left({\begin{pmatrix}a&b\\b&-a\end{pmatrix}}\right)=a^{2}+b^{2}.}

(4) 
- Liczby podwójne to algebra Clifforda {\displaystyle C\ell _{1,0}(\mathbb {R} ).}
- Kokwaterniony to algebra Clifforda {\displaystyle C\ell _{1,1}(\mathbb {R} )} albo {\displaystyle C\ell _{2,0}(\mathbb {R} ).}
- Bikwaterniony to algebra Clifforda {\displaystyle C\ell _{0,3}(\mathbb {R} ).}
- Liczby dualne to algebra Clifforda zdegenerowanej formy {\displaystyle Q} tzn. równej tożsamościowo zero.